# SCN4A
Le SCN4A (pour « Sodium channel protein type 4 subunit alpha »), appelé aussi Nav1.4, est une protéine constitutive d'un canal sodique. Il est codé par le gène SCN4A situé sur le chromosome 17 humain.

## En médecine
L'atteinte de sa fonction entraîne une canalopathie avec trouble de l'excitabilité musculaire. Certaines mutations de son gène entraîne ainsi plusieurs syndromes comportant une myotonie néo-natale avec des spasmes laryngés. D'autres mutations provoquent un syndrome myasthénique ou une myopathie congénitale.
Une atteinte du gène pourrait être responsable de cas rares de mort subite du nourrisson.